# Pelourinho de Frieira
O Pelourinho de Frieira localiza-se na freguesia de Macedo do Mato, município de Bragança, distrito do mesmo nome, em Portugal.
Este pelourinho encontra-se classificado como Imóvel de Interesse Público desde 1933.